# 2 Samuel 4
2 Samuel 4 es el cuarto capítulo del Segundo Libro de Samuel en el Antiguo Testamento de la Biblia cristiana o la primera parte de los Libros de Samuel en la Biblia hebrea. Según la tradición judía, el libro se atribuyó al profeta Samuel, con adiciones de los profetas Gad y Natán, pero muchos eruditos modernos lo ven como una composición de varios textos independientes de diversas épocas, desde el 630-540 a. C. aproximadamente.  Este capítulo contiene el relato del reinado de David en Hebrón. Esto se encuentra dentro de una sección que comprende desde 1 Samuel 16 hasta 2 Samuel 5 que registra el ascenso de David como rey de Israel, y una sección que comprende desde 2 Samuel 2 hasta 2 Samuel 8 que trata del período en el que David estableció su reino.

## Texto
Este capítulo fue escrito originalmente en el idioma hebreo. Está dividido en 12 versículos.

### Testigos textuales
Algunos manuscritos antiguos que contienen el texto de este capítulo en hebreo son de la tradición del Texto Masorético, que incluye el Códice de Jerusalén (895), el Códice de Alepo (siglo X) y el Códice de Leningrado (1008). Se encontraron fragmentos que contienen partes de este capítulo en hebreo entre los Rollos del Mar Muerto, incluido el 4Q51 (4QSama; 100-50 a. C.) con los versículos 3-4, 9-10 y 12 existentes.
Entre los manuscritos antiguos existentes de una traducción al griego koiné conocida como la Septuaginta (originalmente realizada en los últimos siglos a. C.) se encuentran el Códice Vaticano (B; {\displaystyle \ ara{G}}B; siglo IV) y el Códice Alejandrino (A; {\displaystyle \ ara{G}}A; siglo V).

## Lugares
- Beerot
- Gabaón
- Hebrón
- Jezreel
- Siclag

## Análisis
La narración del reinado de David en Hebrón en 2 Samuel 1:1-2 Samuel 5:5 tiene la siguiente estructura:
A. Mirando hacia atrás a las escenas finales de 1 Samuel (1:1)
B. David recibe la corona de Saúl (1:2-12)
C. David ejecuta al asesino de Saúl (1:13-16)
D. Lamento de David por Saúl y Jonatán (1:17-27)
E. Dos reyes en la tierra (2:1-3:6)
E'. Un rey en la tierra: Abner cambia de bando (3:7-27)
D'. El lamento de David por Abner (3:28–39)
C'. David ejecuta a los asesinos de Isbaal (4:1–12)
B'. David lleva la corona de Saúl (5:1–3)
A'. Esperando el reinado de David en Jerusalén (5:4–5)
La narración de David sobre su ascensión al trono en Hebrón está enmarcada por un versículo inicial que mira hacia atrás, a los capítulos finales de 1 Samuel (la muerte de Saúl y el refugio de David en Siclag), y versículos finales que miran hacia adelante, al gobierno de David en Jerusalén (2 Samuel 5). La acción comienza cuando David recibe la corona de Saúl y concluye cuando finalmente puede llevar esa corona. David ejecuta al amalecita que afirma haber ayudado a Saúl con su suicidio y a los que asesinaron a Isbaal. Se registraron dos lamentos: uno por Saúl y Jonatán y otro más corto por Abner. En el centro se encuentran los dos episodios clave: la existencia de dos reyes en la tierra (David e Isbaal), porque las fuerzas de Joab no pudieron conquistar el territorio de Saúl en el campo de batalla. Sin embargo, esto se resolvió cuando Isbaal desafió tontamente la lealtad de Abner, lo que provocó que Abner cambiara de bando y, finalmente, el reino de
Saúl quedó bajo el dominio davídico.

## Muerte de Isbaal (4:1-7)
Abner era tan poderoso que prácticamente gobernaba Israel (cf. 2:8-9; 3:6), por lo que su muerte causó confusión e incertidumbre en todo el reino, incluido su rey, lo que llevó a un complot para asesinar a Isbaal por dos oficiales del ejército de Israel, Baanah y Rechab, cuyo linaje se detalla en los versículos 2-3 y procedían de Beerot, que «se consideraba que pertenecía a Benjamín» (versículo 2, cf. Josué 18:25). Los dos asesinos entraron en la casa de Isbaal a
mediodía, cuando él estaba echando la siesta, con el pretexto de «coger trigo» para que se les permitiera entrar, rápidamente cometieron su espantosa tarea y huyeron con la cabeza cortada de Is-boset (versículo 7).
En el versículo 4 se da una breve información sobre el hijo de Jonatán, Mefi-boset (o Meribaal, cf. 1 Crónicas 8:34; 9:40), que enlaza con 2 Samuel 9:1-13, aparentemente para mostrar que, aparte de Is-boset, no había ningún contendiente más serio para el trono de la casa de Saúl; el propio Mefi-boset era solo un menor («de cinco años») en ese momento y un lisiado.

### Versículo 2
Y el hijo de Saúl tenía dos hombres que eran capitanes de bandas: el nombre de uno era Baanah, y el nombre del otro, Rechab, hijos de Rimmón, un beerotita, de los hijos de Benjamín: (porque Beerot también se contaba entre Benjamín:

### Versículo 4
Jonatán, hijo de Saúl, tenía un hijo que era cojo de los pies. Tenía cinco años cuando llegaron las noticias de Jezreel sobre Saúl y Jonatán; y su nodriza lo cogió y huyó. Y sucedió que, mientras ella se daba prisa en huir, él se cayó y quedó cojo. Se llamaba Mefi-boset.
- «Mefiboset»: escrito como «Merib-Baal» en 1 Crónicas 8:34; 9:40.[21]

## Ejecución de Recab y Baana (4:8-12)
Los dos asesinos llevaron la cabeza de Is-boset directamente a David, afirmando haber vengado a David de Saúl, a quien describieron como un «enemigo», ya que Saúl había intentado acabar con la vida de David (versículo 8). David se distanció inmediatamente de su acción, ya que siempre había mostrado un gran respeto por un monarca reinante y no deseaba apoderarse del trono, porque al ser el elegido de YHWH, debía ascender naturalmente a ser rey sin tener que recurrir a la violencia. Su actitud se hizo explícita en los versículos 9-11, recordando cómo ordenó matar al amalecita que afirmaba haber matado a Saúl, por lo que tuvo que castigar a muerte a estos asesinos porque habían «matado a un hombre justo en su cama, en su propia casa» (versículos 11-12). Así, las narraciones demuestran que David era totalmente inocente de los asesinatos que lo llevaron al trono.

### Versículo 12
Y David ordenó a sus jóvenes, y ellos los mataron, y les cortaron las manos y los pies, y los colgaron sobre el estanque en Hebrón. Pero tomaron la cabeza de Is-boset y la enterraron en el sepulcro de Abner en Hebrón.
- «Ish-bosheth: 4QSama dice «Mephibosheth».[23]
- «Abner»: el nombre va seguido de la frase «el hijo de Ner» en las versiones griegas de la Septuaginta. [24]
- «En Hebrón»: no incluido en algunos manuscritos griegos de la Septuaginta. [25]

### Comentarios sobre Samuel
- Auld, Graeme (2003). «1 & 2 Samuel».  En James D. G. Dunn and John William Rogerson, ed. Eerdmans Commentary on the Bible. Eerdmans. ISBN 9780802837110.
- Bergen, David T. (1996). 1, 2 Samuel. B&H Publishing Group. ISBN 9780805401073.
- Gordon, Robert P. (1999). I & II Samuel, A Commentary. Zondervan. ISBN 978-0310230229.
- Hertzberg, Hans Wilhelm (1964). I & II Samuel, A Commentary (trans. from German 2nd edition 1960 edición). Westminster John Knox Press. p. 19. ISBN 978-0664223182.
- Tsumura, David Toshio (2007). The First Book of Samuel. Eerdmans. ISBN 9780802823595.

### General
- Breytenbach, Andries (2000). «Who Is Behind The Samuel Narrative?».  En Johannes Cornelis de Moor and H.F. Van Rooy, ed. Past, Present, Future: the Deuteronomistic History and the Prophets. Brill. ISBN 9789004118713.
- Coogan, Michael David (2007).  Coogan, Michael David; Brettler, Marc Zvi; Newsom, Carol Ann et al., eds. The New Oxford Annotated Bible with the Apocryphal/Deuterocanonical Books: New Revised Standard Version, Issue 48 (Augmented 3rd edición). Oxford University Press. ISBN 978-0195288810.
- Fitzmyer, Joseph A. (2008). A Guide to the Dead Sea Scrolls and Related Literature. Grand Rapids, MI: William B. Eerdmans Publishing Company. ISBN 9780802862419.
- Halley, Henry H. (1965). Halley's Bible Handbook: an abbreviated Bible commentary (24th (revised) edición). Zondervan Publishing House. ISBN 0-310-25720-4. (requiere registro).
- Hayes, Christine (2015). Introduction to the Bible. Yale University Press. ISBN 978-0300188271.
- Jones, Gwilym H. (2007). «12. 1 and 2 Samuel».  En Barton, John; Muddiman, John, eds. The Oxford Bible Commentary (first (paperback) edición). Oxford University Press. pp. 196-232. ISBN 978-0199277186. Consultado el 6 de febrero de 2019.
- Klein, R.W. (2003). «Samuel, books of».  En Bromiley, Geoffrey W, ed. The International Standard Bible Encyclopedia. Eerdmans. ISBN 9780802837844.
- Knight, Douglas A (1995). «Chapter 4 Deuteronomy and the Deuteronomists».  En James Luther Mays, David L. Petersen and Kent Harold Richards, ed. Old Testament Interpretation. T&T Clark. p. 62. ISBN 9780567292896.
- Ulrich, Eugene, ed. (2010). The Biblical Qumran Scrolls: Transcriptions and Textual Variants. Brill.
- Würthwein, Ernst (1995). The Text of the Old Testament. Grand Rapids, MI: Wm. B. Eerdmans. ISBN 0-8028-0788-7. Consultado el 26 de enero de 2019.